# 오드리 다나
오드리 다나(Audrey Dana, 1977년 9월 21일 ~ )는 프랑스의 배우이다.

## 출연 작품
- 쉿! 오늘부터 거기만 남자! - 잔느 역
- 노크